# Ferrovie dell'Echizen

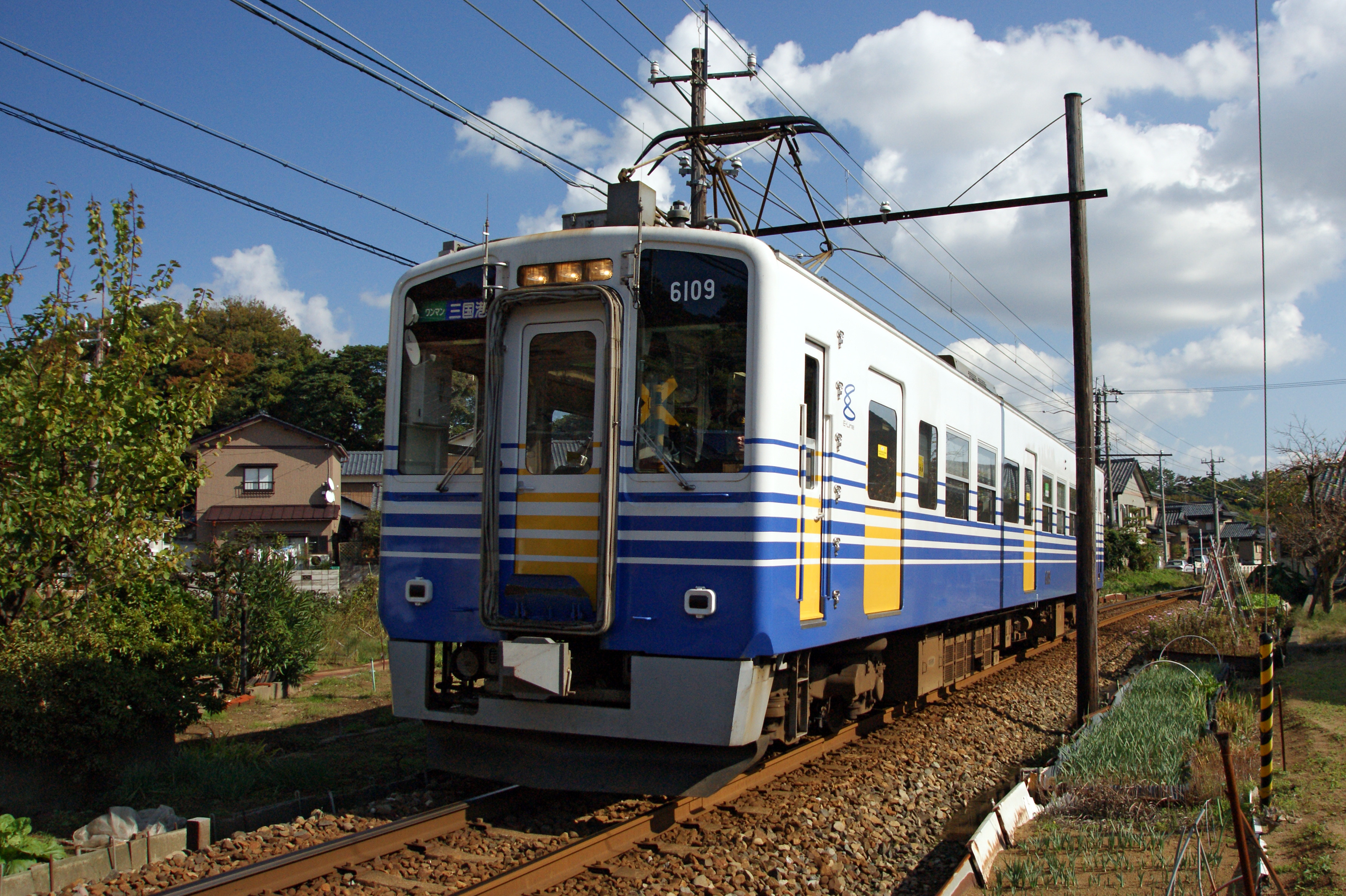
Un elettrotreno della società

Le Ferrovie dell'Echizen (えちぜん鉄道株式会社?, Echizen Tetsudō Kabushikigaisha) sono una società ferroviaria privata che offre servizi ferroviari e su gomma nella regione dell'Echizen, nella prefettura di Fukui in Giappone.
Esse possiedono e gestiscono due linee: la linea Katsuyama Eiheiji, fra Fukui e Katsuyama, e la linea Mikuni Awara, fra Fukui e Sakai.

## Linee ferroviarie
La società gestisce due linee ferroviarie
- Linea Katsuyama Eiheiji (27,8 km, da Fukui a Katsuyama)
- Linea Mikuni Awara (25,2 km, da Fukui a Mikuni-kō)

## Materiale rotabile
- Serie 1101: 1 unità
- Serie 2101: 8 unità
- Serie 2201: 1 unità
- Serie 5001: 1 unità
- Serie 6001: 2 unità
- Serie 6101: 12 unità
- Serie 7000: 6 treni a due casse (derivanti dalla serie 119 della JR Central)